# Zoom TV
Zoom TV – polska stacja telewizyjna o charakterze uniwersalnym, która jako jeden ze zwycięzców konkursu otrzymała miejsce na MUX-8 naziemnej telewizji cyfrowej. Emisję testową rozpoczęła 10 października, a wystartowała 25 października 2016 roku jako pierwsza stacja prowadząca regularną emisję na tym multipleksie. Jednocześnie nadawanie rozpoczęła wersja kanału w wysokiej rozdzielczości. W grudniu 2024 roku właściciel stacji, spółka Kino Polska TV S.A. poinformowała w komunikacie giełdowym, że nie będzie starać się o przedłużenie koncesji na nadawanie naziemne Zoom TV i tym samym stacja zakończy nadawanie naziemne najpóźniej w grudniu 2025 roku przy równoczesnym dalszym nadawaniu satelitarno-kablowym.Stacja telewizyjna na MUX-8 działała w latach 2016–2025

## Oferta programowa
Zoom TV prezentuje na swojej antenie sensacyjne opowieści, dokumenty i skecze znanych polskich kabaretów. W ofercie można znaleźć również programy lifestylowe, a także filmy fabularne, programy publicystyczne, edukacyjne i poradnikowe. Stacja stworzyła też własne polskie wersje programów na zagranicznych licencjach. Jednym z takich programów jest „Magia Nagości” oparta na formacie „Naked Attraction”. Pierwszy odcinek w Polsce został wyemitowany 3 września 2021 roku. Dotychczas lokalne wersje projektu powstały w takich krajach, jak: Dania, Finlandia, Niemcy, Rosja i Włochy. Program wzbudził bardzo duże kontrowersje. Powstał również program „Power of Love” oparty na tureckim formacie „Kısmetse Olur”.

### We współpracy z PIKE
Kanał powstał we współpracy z Polską Izbą Komunikacji Elektronicznej (PIKE). Jego pierwotna koncepcja opierała się na współpracy programowej z lokalnymi telewizjami zrzeszonymi w PIKE. W ramówce Zoom TV pojawiły się regionalne produkcje, takie jak np.: społeczno-interwencyjny magazyn reporterów Bliżej! tworzony przez TV Toya oraz WTK, a także program Kalejdoskop Polski (WTK) i Tajemnice Dolnego Śląska (Echo24).
Kino Polska TV SA w dniu 23 stycznia 2018 roku nabyło od Polskiej Izby Komunikacji Elektronicznej 30% udziałów spółki Cable Television Networks & Partners sp. z o.o. – ówczesnego nadawcy naziemnego kanału telewizyjnego Zoom TV. Dzięki temu Kino Polska TV SA jest jedynym właścicielem Zoom TV. Kino Polska TV stała się bezpośrednim właścicielem koncesji 30 sierpnia, a spółka Cable Television Networks & Partners została wykreślona z Krajowego Rejestru Sądowego dzień później.

### We współpracy z Onet.pl
Stacja na początku swojej działalności nawiązała współpracę także z portalem Onet.pl, emitując programy zrealizowane wcześniej na potrzeby tego medium. Były to m.in.: program satyryczny Świat według Jachimka, talk-show Gwiazdy Cejrowskiego oraz Obywatel Kuźniar i Na drogach.

## Logo
| od 25 października 2016 | Czarne słowo Zoom. W literze „O”, czerwona kropka w prawym górnym rogu. Obok słowa napis TV, zapisany inną czcionką. | Zoom TV |

## Dostępność

### Platformy satelitarne
- Polsat Box – pozycja 155/273
- Orange TV – pozycja 36/888
- Platforma Canal+ – pozycja 22/309
- NC+ - pozycja 17
- Wizja TV - pozycja 21

### Sieci kablowe oraz telewizja naziemna
- DVB-T MUX8 pozycja 39/165 – bezpłatnie (2016–2025)
- UPC – pozycja 114/156/915/925
- Netia – pozycja 27/425
- Multimedia Polska – pozycja 221/455
- Toya – pozycja 10/967
- Inea – pozycja 25/979
- Elsat – pozycja 23/1103
- Astanet – pozycja 23/979
- Promax – pozycja 249/878
- SGT – pozycja 380/947
- Telewizja Kablowa Chopin – pozycja 27/947
- GVT – pozycja 20/747
- Point – pozycja 20/747
- East&West – pozycja 62/747
- Vectra – pozycja 141/919
- Avios – pozycja 22/995
- Play Now - pozycja 25/907
- JMDI - pozycja 24/325
- Polsat Box Go
- Megogo - 77/89
- WP Pilot - 57/13
- CDA - 25/992
- Canal+ Online - 56/871
- T-Mobile Magenta TV - 79/150
- Gonet TV - 67/55
- Player - 65/90
- Videostar TV - 88/95
- Televio TV -  95/195
- JamBox - pozycja 32/997
- TV Smart Go - 59/999
- Telewizja Kablowa TVK SM - 39/107
- Telewizja Kablowa TVK Toruń - 79/167
- WTVK - 287/89
- Wektormedia - 88/607
- Echo - 67/169
- STTB - 45/567
- SSTP - 57/870
- TV Telewizja światłowodowa - 79/713
- Telsat - 85/716
- TKS - 15/846
- SMSNet - 25/368
- EVIO TV - 69/71/72/73/37
- Ovigo - 19/379
- SWEET.TV - 24/379
- FilmBox+ - 29/32/495